# ハリー・シップ
ハリー・シップ（Harry Shipp、1991年11月7日 - ）は、アメリカ合衆国出身の元プロサッカー選手。現役時代のポジションはMF。

## クラブ経歴
2014年1月、かつてユース時代を過ごしたシカゴ・ファイアーFCとホームグロウン契約を結んだ。16, 2014年3月16日のポートランド・ティンバーズ戦でスタメン出場しプロデビュー。5月11日のニューヨーク・レッドブルズ戦でプロ初ゴール。さらにプロ初のハットトリックも達成し、5-4の勝利に貢献した。
2016年2月13日、金銭トレードでモントリオール・インパクトに移籍。
2016年12月22日、MLSカップチャンピオンのシアトル・サウンダーズFCに金銭トレードで移籍。2017年3月11日、前所属のモントリオール・インパクト戦でスタメン入りし加入後初出場(結果は2-2)。2017年3月19日のニューヨーク・レッドブルズ戦で、ジョーヴィン・ジョーンズのシュートのこぼれ球を押し込み加入後初ゴール。

## タイトル

### クラブ
ノートルダム・ファイティングアイリッシュ
- NCAA男子ディビジョンIサッカーチャンピオンシップ: 2013

シアトル・サウンダーズFC
- MLSカップ: 2019[7]